# Stele für Gesandte der Tang-Dynastie nach Indien

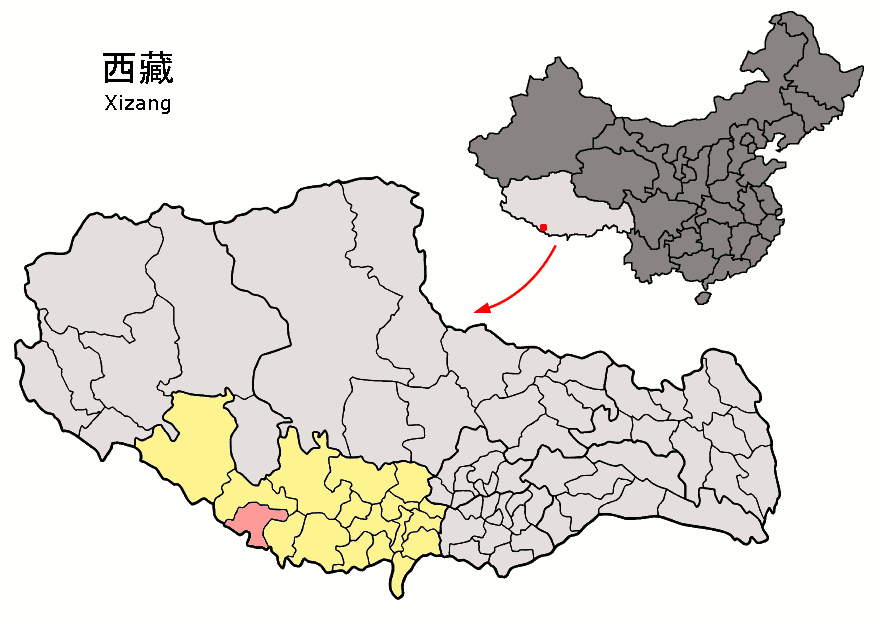
Lage des Kreises Gyirong (chin. Jilong) im Autonomen Gebiet Tibet

Die Stele für Gesandte der Tang-Dynastie nach Indien oder Felsinschrift für die Gesandtschaft der Tang-Dynastie nach Tianzhu (Indien) usw. (chinesisch 大唐天竺使出铭, Pinyin Dà Táng Tiānzhú shǐ chū míng, englisch Records of the Great Tang Mission to India / Rock Inscription on a Tang Mission to India / etc.) aus dem Jahr 658 der Tang-Dynastie befindet sich im Kreis Gyirong, Xigazê, des Autonomen Gebiets Tibet auf einer Höhe von  4.130 m. Der chinesische Gesandte Wang Xuance 王玄策 hatte für seine dritte Indienreise den Tibet-Nepal-Weg gewählt (d. h. den östlichen Weg), der an der Inschrift vorbeiführte. Die lokale Bevölkerung nennt sie (chin.) 阿瓦呷英摩崖题铭 (Pinyin: Awaxiaying moya timing). Es ist eine Inschrift mit über 300 chinesischen Schriftzeichen, sie ist mit den im Titel genannten sieben chinesischen Schriftzeichen überschrieben. Die Inschrift ist durch die Witterung im Lauf der Jahre stark beschädigt worden und viele Schriftzeichen sind unklar. Es ist das älteste Denkmal Tibets mit chinesischen Schriftzeichen. Die Inschrift hat eine sehr hohe Bedeutung für die Beziehungen der Tang-Dynastie mit der Tubo-Dynastie (Tibet) und die chinesisch-ausländischen Beziehungen der Zeit.
Die Felsinschrift wurden zuerst im Juni 1990 im Kreis Gyirong, entdeckt. Sie stammt aus dem Jahr 658, der Zeit des Kaisers Gaozong der Tang-Dynastie, d. h. aus dem 3. Jahr der Xianqing-Ära („大唐显庆三年“).
Sie steht seit 2001 zusammen mit zwei weiteren Denkmälern unter einer Nummer auf der Liste der Denkmäler der Volksrepublik China (5-408).